# Correggio (Emilia-Romagna)
Correggio ist eine Stadt mit 25.159 Einwohnern (Stand 31. Dezember 2023) in der italienischen Provinz Reggio Emilia, Region Emilia-Romagna. Die Stadt ist das zweitwichtigste Zentrum der Provinz, nach der Hauptstadt Reggio nell’Emilia, welche 18 Kilometer südlich liegt. Das Stadtgebiet umfasst 77 km².

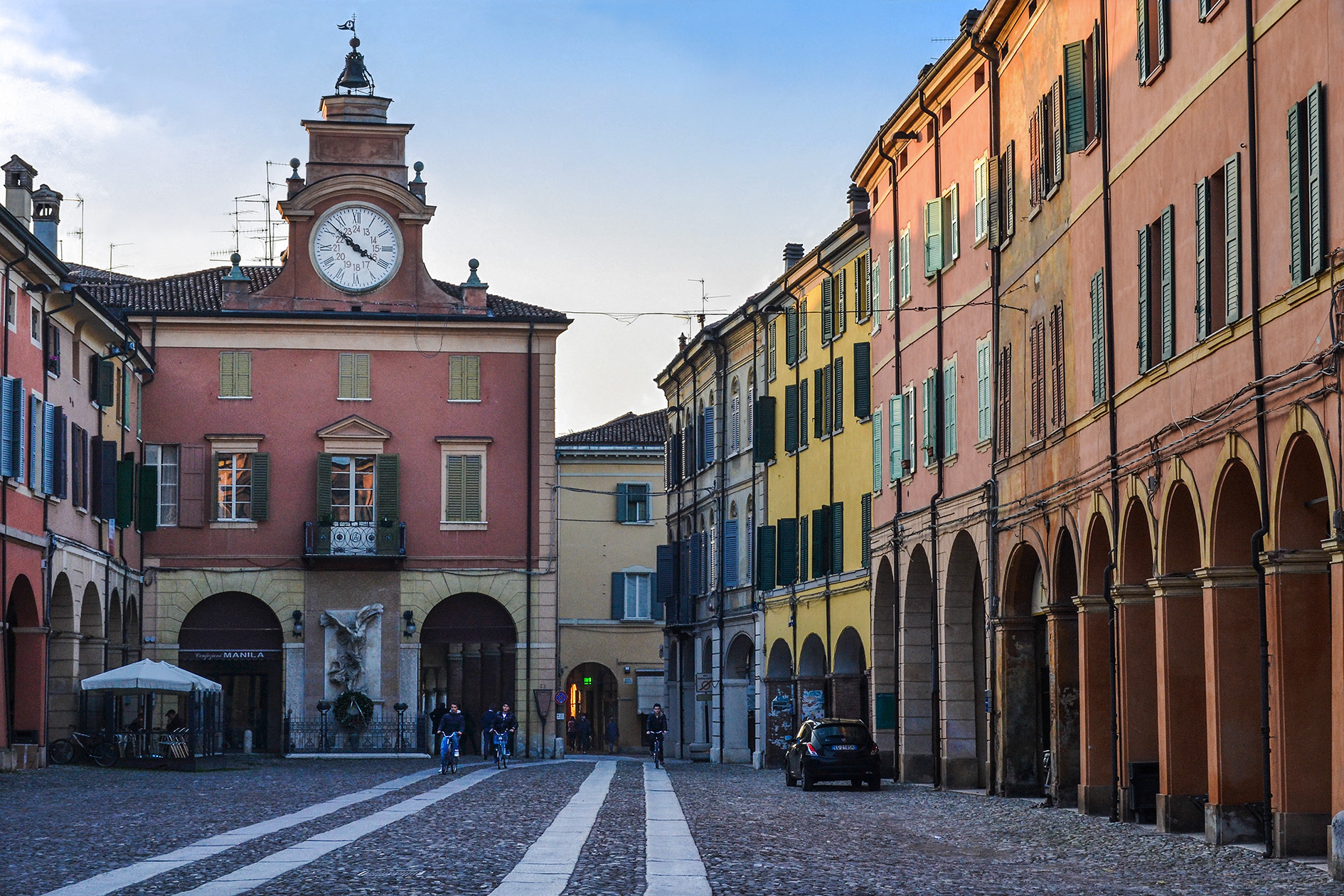
Corso Mazzini in der Altstadt von Correggio

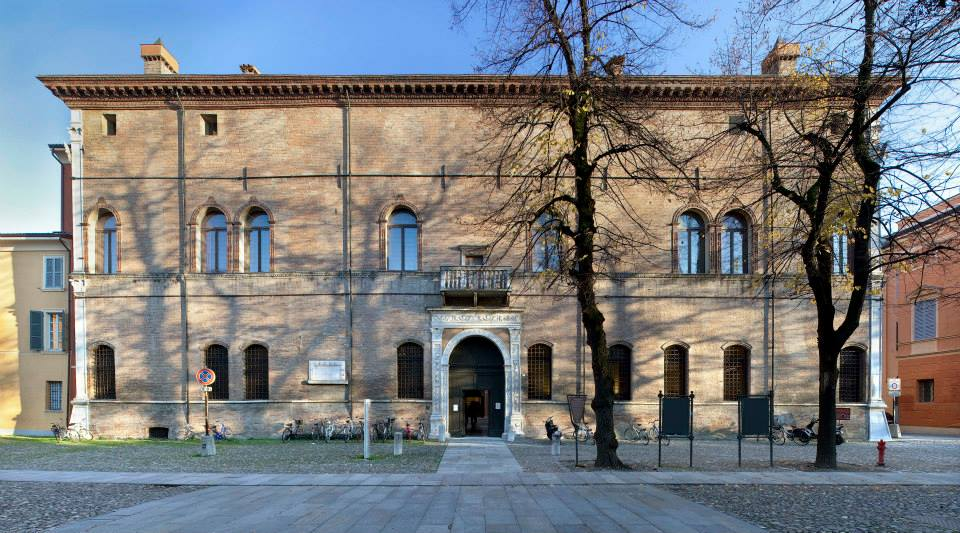
Der ehemalige Fürstenpalast in Correggio

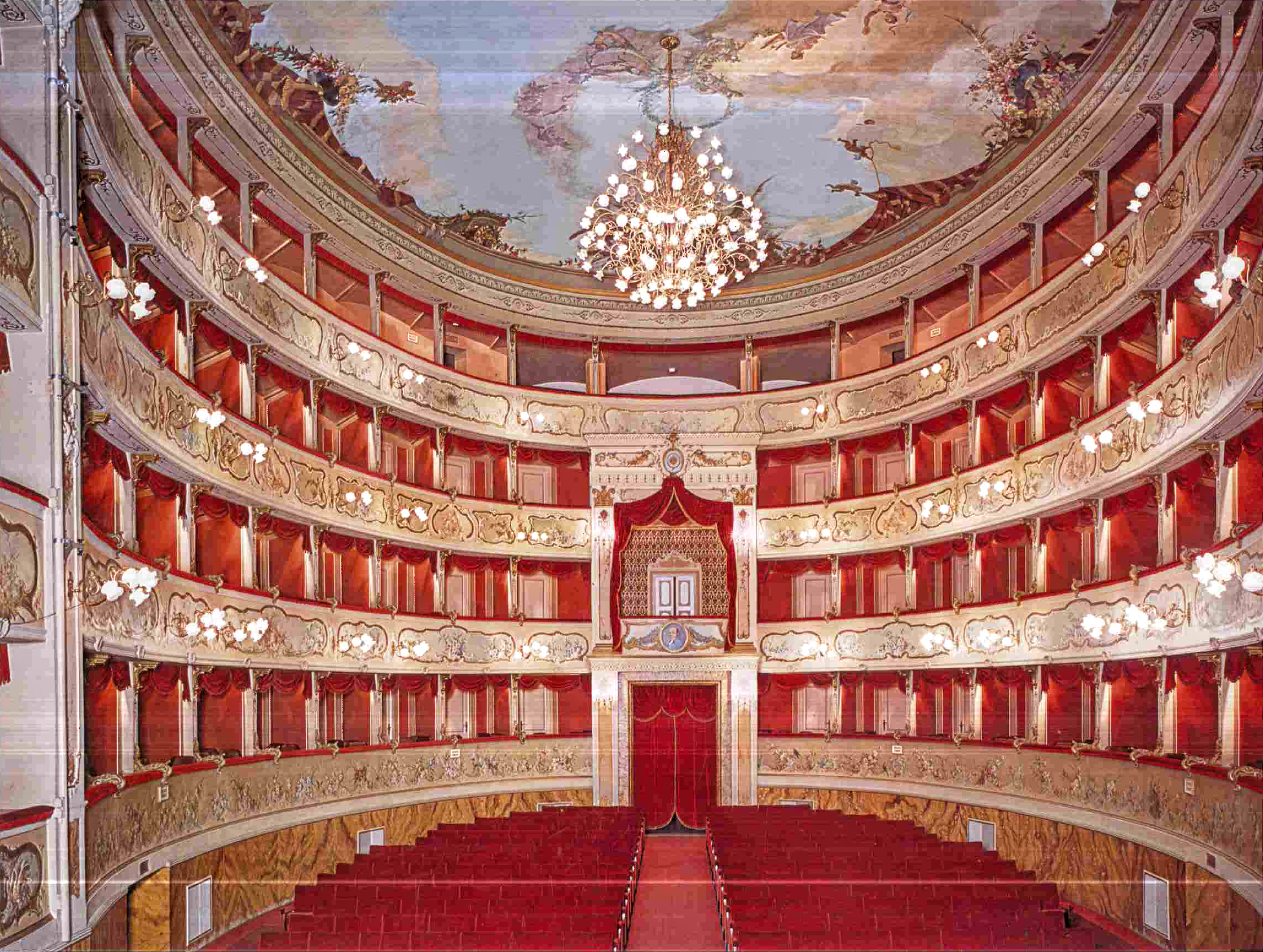
Innenansicht des Theaters Bonifazio Asioli

## Geschichte
Die ersten archäologisch gesicherten Siedlungsspuren auf dem Gebiet von Correggio gehen auf die keltischen Gallier oder die Ligurer zurück. Im Gegensatz zu vielen anderen Städten in der Umgebung, die von den Römern gegründet wurden, ist Correggio jedoch eine Stadtgründung des frühen Mittelalters, die in der Zeit der Herrschaft der germanischen Langobarden erfolgte.
Die erste urkundliche Erwähnung von Correggio geht auf das Jahr 946 zurück. Damals wurde der Ort als Coregia erwähnt. Und im Jahr 1009 wurde in einem Dokument erstmals eine adlige Familie da Correggio erwähnt, die über mehrere Jahrhunderte lang die Herrschaft über den Ort ausüben würde. Seine Blütezeit erlebte der Ort im 15. und 16. Jahrhundert, als er Hauptstadt einer kleinen Signoria war, unter deren Herrschaft einige berühmte Renaissanceschriftsteller in der Stadt wirkten, unter anderem Ludovico Ariosto und Torquato Tasso. Im Jahr 1559 wurde Correggio vom Kaiser Ferdinand I. schließlich das Stadtrecht und das Recht, eigene Münzen zu prägen, verliehen. Im Jahr 1635 endet Correggios Selbstständigkeit, als die Stadt dem Herzogtum Modena und Reggio einverleibt wurde.

## Revolutionsära
Im Jahr 1796 wurde Correggio wie das gesamte Herzogtum von den französischen Revolutionstruppen besetzt. Das Herzogtum mit Correggio selbst gehörte nach 1796 zunächst zur Cispadanischen Republik und ab 1797 zur Cisalpinischen Republik. Seit 1805 gehörte das Gebiet zum napoleonischen Königreich Italien.

## Restauration
Im Jahr 1814 fiel Correggio wie das gesamte Herzogtum an den Sohn Ferdinands Franz IV. Dieser nannte sich fortan Este und war der eigentliche Begründer des Hauses Österreich-Este.

## Königreich Italien
1860 entschied sich die Mehrheit der Wähler von Correggio nach einer Volksabstimmung für den Beitritt in das neue Königreich Italien, der 1861 erfolgte.

## Teatro Asioli
Im Jahr 1890 wurde auf den Ruinen des niedergebrannten alten Theaters mit dem Neubau eines Theaters begonnen, das schließlich im Jahr 1898 fertiggestellt wurde und nach dem aus Correggio stammenden Komponisten Bonifazio Asioli Teatro Bonifazio Asioli benannt wurde.

## Söhne und Töchter der Stadt
- Charles II. d’Amboise (1472/73–1511), Militär
- Antonio da Correggio (eigentlich Antonio Allegri; 1489–1534), Maler der Renaissance
- Francesco Balbi (1505–1589), Chronist der Belagerung Maltas 1565
- Claudio Merulo (1533–1604), Komponist und Organist
- Girolamo Bernerio (1540–1611), Bischof von Ascoli Piceno, Kardinal
- Sigismondo Donati (1552–1641), Bischof von Ascoli Piceno
- Bonifazio Asioli (1769–1832), Musiktheoretiker, Musikpädagoge, Cembalist, Kapellmeister und Komponist
- Luigi Asioli (1778–1815), Sänger und Komponist
- Samuele Jesi (1786/1788–1853), Zeichner, Kupferstecher und Lithograph
- Pietro Rota (1805–1890), Geistlicher
- Dorando Pietri (1885–1942), Marathonläufer bei den Olympischen Spielen 1908
- Loris Malaguzzi (1920–1994), Pädagoge
- Pier Vittorio Tondelli (1955–1991), Schriftsteller
- Salvatore Bagni (* 1956), Fußballspieler
- Luciano Ligabue (* 1960), Rockmusiker, Schriftsteller, Regisseur
- Daniele Adani (* 1974), Fußballspieler
- Alessandro Motti (* 1979), Tennisspieler
- Luca Siligardi (* 1988), Fußballspieler
- Violetta Zironi (* 1995), Singer-Songwriterin

## Mit der Stadt verbundene Persönlichkeiten
- Eugenio A. Beltrami (1930–1995), Sportgeräte-Entwickler